# Yamcha
Yamcha je lik iz anime/manga serijala Dragon Ball. Na početku je pustinjski bandit i Gokuov protivnik ali ubrzo se sprijateljuju. Njegov vjerni prijatelj i pratilac kroz seriju je Puar. Pred kraj originalnog Dragon Balla počinje trenirati kod Master Roshija za nadolazeći turnir u borilačkim vještinama.